# Adolf Dombrowsky

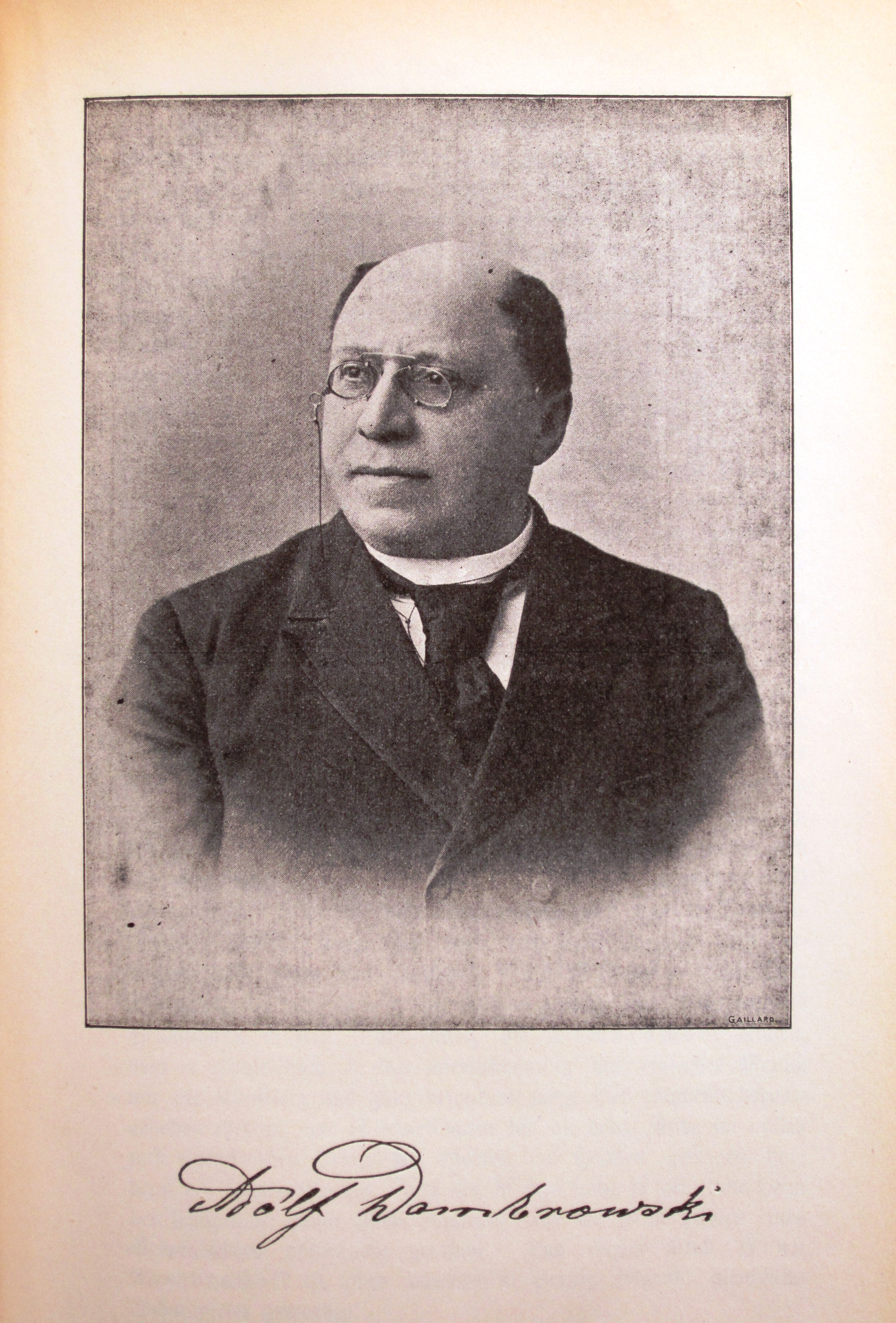
Adolf Dombrowski

Adolf Dombrowsky (* 24. August 1838 in Rostock; † nach 1900) war ein deutscher Schauspieler und Regisseur.
Adolf Dombrowsky (auch: Dombrowski) machte eine Kaufmannslehre, wandte sich dann aber seinen Neigungen entsprechend dem Schauspielerberuf zu. Erste Schritte machte er in Amsterdam unter Direktor von Bier, danach ging er ans Stadttheater Hamburg, nach Riga, Mainz und Chemnitz. Nach 1870 machte Dombrowsky mit Marie Seebach eine ausgedehnte Amerika-Tournee.
Danach war er zwei Jahre Oberregisseur in Düsseldorf und drei Jahre in Magdeburg. Von dort ging er nach Kiel, war unter Hoffmanns Leitung fünf Jahre Oberregisseur am Kieler Stadttheater, danach am dortigen Tivoli-Theater (das heutige Schauspielhaus in der Holtenauer Straße).
Als seine Ehefrau Ende Januar 1899 nach zwölfjähriger völliger Lähmung starb, gab Dombrowsky seinen Beruf auf. Sein einziger Sohn Ernst wurde ebenfalls Schauspieler.

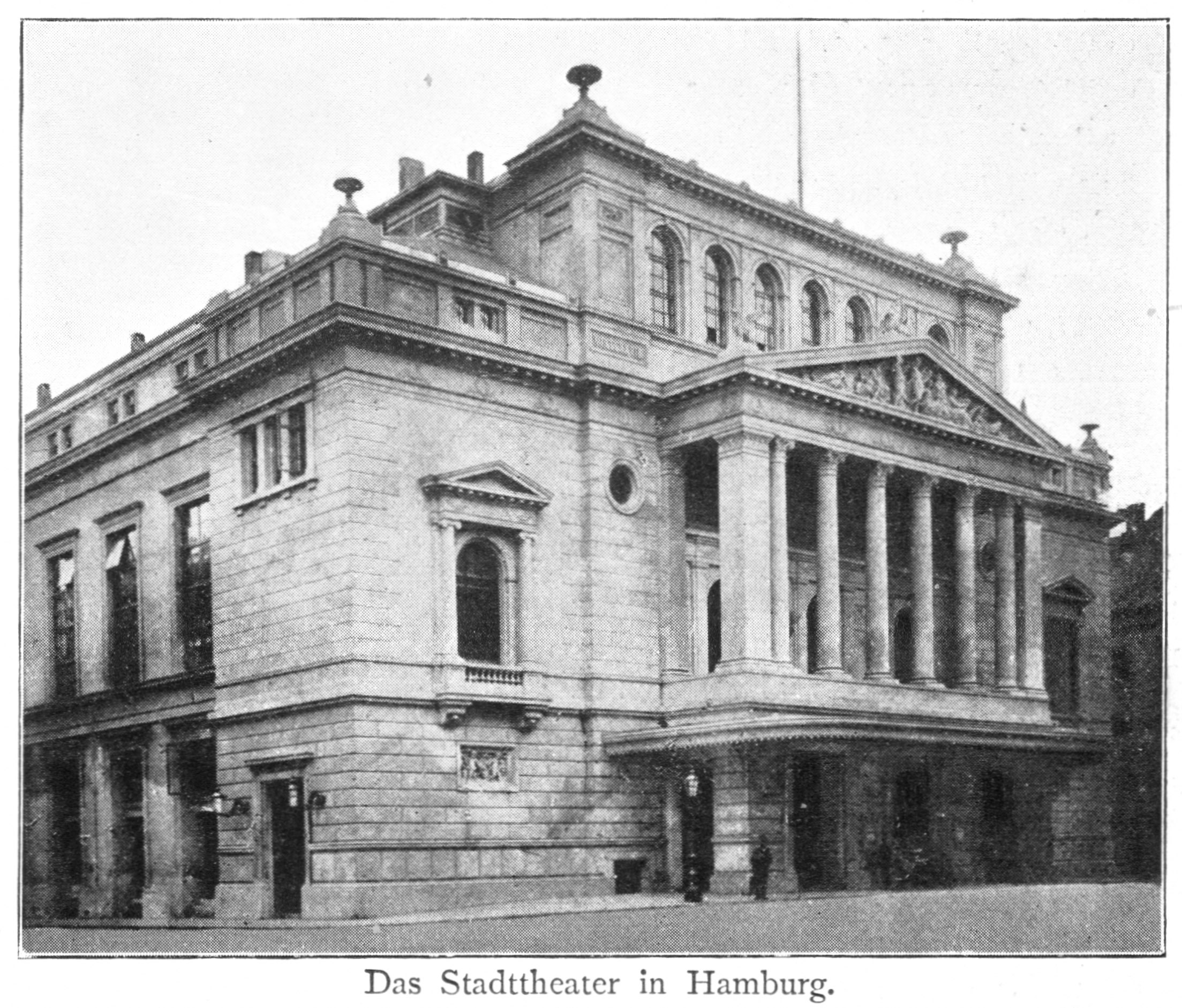
Stadttheater Hamburg (1890)